# Alamnagar
Alamnagar és una vila del districte de Madhepura a Bihar, Índia.
Fou capital d'un notable estat d'una família dels chandela que va arribar a incloure 52 poblets i viles de la rodalia. L'estat va desaparèixer i sota domini britànic la família només posseïa dos poblets. Hi queden algunes ruïnes: una cisterna, restes d'alguns forts i el palau de la família reial.